# 笛吹市いちのみや桃の里スポーツ公園多目的グラウンド

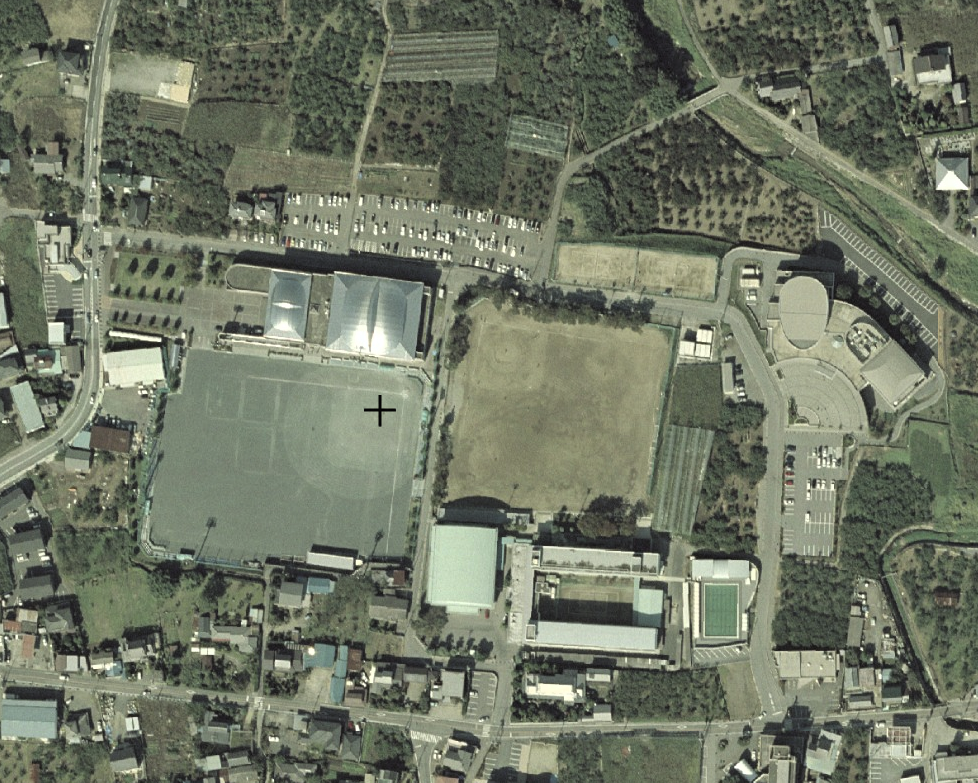
笛吹市いちのみや桃の里スポーツ公園多目的グラウンド

笛吹市いちのみや桃の里スポーツ公園多目的グラウンド（ふえふきしいちのみやもものさとスポーツこうえんたもくてきグラウンド）は、山梨県笛吹市が運営しているサッカー・ソフトボールの兼用スタジアムである。同市の総合スポーツ施設であるいちのみや桃の里スポーツ公園内に立地している。

## 施設概要
フィールドはクレー舗装で、サッカー場としては1面（少年用では2面）、ソフトボール場としては2面の使用が可能。スタンドは対面の2基のバックネットを基準として、ソフトボール使用時にバックネット裏から内野席となる部分に設置されていて、外野部分にはスタンドはない。そのため、サッカー場として使用する際には、正面から見てメインスタンド右側とバックスタンド左側が、コーナーにかけてスタンドがない形になっており、サッカースタジアムとしてはややいびつな形になっている。しかしながらスタンドとフィールドの間には、バックネット以外には柵やネットなどは設けられておらず、試合観戦の際の視界の良さと臨場感は十分であると言える。1996年のインターハイでは女子ソフトボールの試合会場となったほか、山梨県少年サッカー選手権などにおいて使用されている。また、そのような公式戦のほかにも、市民のふれあいの場として幅広く使われている。
- 収容人数　1,000人（全席座席）

- 照明設備

## 交通アクセス
- JR春日居町駅から車で15分